# Авондејл (Мисури)
Авондејл (енгл. Avondale) град је у америчкој савезној држави Мисури.

## Демографија
По попису из 2010. године број становника је 440, што је 89 (-16,8%) становника мање него 2000. године.
| Група             | 2000.       | 2010.       |
| Белци             | 497 (94,0%) | 378 (85,9%) |
| Афроамериканци    | 5 (0,9%)    | 18 (4,1%)   |
| Азијати           | 2 (0,4%)    | 2 (0,5%)    |
| Хиспаноамериканци | 12 (2,3%)   | 31 (7,0%)   |
| Укупно            | 529         | 440         |